# Аґнімітра
Аґнімітра (*[अग्निमित्र, д/н—141 до н. е.) — 2-й магараджа з династії Шунґа, який правив у 151–141 роках до н. е., талановитий військовик.

## Життєпис
Походив з династії Шунґа. Син володаря Пуш'ямітра, який після сходження на трон призначив сина гоптрі (намісником) Відіші. На цій посаді з успіхом втрутився в боротьбу за владу у прикордонному царстві Відарбгі (сучасний Берар). Згодом брав участь у війнах із яванами (греками), які на чолі із Деметрієм I, а потім Менандром I вдиралися до Маґадги.
Після смерті батько у 151 році до н. е. успадкував владу. У своїй політиці слідував практиці попередника. Водночас не вів активної зовнішньої політики, намагався захистити існуючі володіння. Помер у 141 році до н. е. Йому спадкував син	Васуджиєштха
Став героєм драми Калідаси «Малавіка і Аґнімітра», у якій відображені події підкорення Відарбгі. Малавіка — донька володаря Відарбгі й дружина Аґнімітри.